# Сазонов, Анатолий Пантелеймонович
Анатолий Пантелеймонович Сазонов (14 июля 1920, Москва — 3 марта 1991) — кинохудожник анимационного кино, педагог, кандидат искусствоведения, профессор, сценарист. Заслуженный художник РСФСР (1972).

## Биография
Родился 14 июля 1920 года в Москве.
С 1939 по 1943 год учился на художественном факультете ВГИКа.
С 1943 по 1952 год работал художником-постановщиком рисованных фильмов на киностудии «Союзмультфильм» (до 1946 года — совместно с Евгением Мигуновым).
Работал с сёстрами Брумберг (Зинаидой и Валентиной), Иваном Ивановым-Вано и другими режиссёрами.
С 1946 года преподавал во ВГИКе мастерство художника мультипликационных фильмов.
В 1956 году для журнала «Весёлые картинки» нарисовал одного из главных героев этого издания — Самоделкина.
Скончался 3 марта 1991 года. Прах захоронен на Донском кладбище.

## Семья
- Отец: Сазонов, Пантелеймон Петрович (1895—1950) — режиссёр и художник мультипликационного кино.
- Мать: Сазонова, Лидия Витольдовна (1899—1982) — ассистент режиссёра по монтажу (мультипликация), работала на радио.
- Сестра: Сазонова, Татьяна Пантелеймоновна (1926—2011) — советский художник-постановщик мультипликационных фильмов.
- Жена: Бялковская, Сюзанна Казимировна (1919—1999) — художник-постановщик анимационного кино, график. Однокурсница Евгения Мигунова. Работала на киностудии «Союзмультфильм» до начала 1950-х годов[2]

## Фильмография

### Сценарист
- 1959 — «Три дровосека».
- 1960 — «Мурзилка и великан»
- 1961 — «Стрекоза и муравей».
- 1962 — «Обида».

### Художник-постановщик
- 1943 — «Краденое солнце».
- 1945 — «Зимняя сказка».
- 1945 — «Пропавшая грамота».
- 1946 — «Песенка радости».
- 1946 — «Тихая поляна».
- 1948 — «Сказка о солдате».
- 1948 — «Федя Зайцев».
- 1949 — «Чудесный колокольчик».

### Художник
- 1955 — «Стёпа-моряк».
- 1956 — «Двенадцать месяцев».

## Награды
- Медаль «За трудовую доблесть» — за достижения в области цветного кино[3][4].
- Заслуженный художник РСФСР (1972).

## Книги
- Бялковская С. К., Сазонов А. П. Как я ожил. — М., 1962.

Автор ряда методических указаний и материалов для студентов мультипликационной мастерской ВГИКа.
Оформил множество детских книг, работал в журнальной графике.